# Doniphan (Missouri)
Doniphan település az Amerikai Egyesült Államok Missouri államában, Ripley megyében, melynek megyeszékhelye is. Lakosainak száma 1781 fő (2020. április 1.).

## Népesség
A település népességének változása:

| 2010 | 1 997 |
| 2020 | 1 781 |